# Yason Corozo
Yason Beder Corozo Guisamano (* 22. Oktober 1987 in Eloy Alfaro; † 6. Oktober 2015) war ein ecuadorianischer Fußballspieler.

## Sportlicher Werdegang
Corozo begann seine Karriere im Erwachsenenbereich bei Club Social y Deportivo Macará. Im Sommer 2010 wechselte er zu Independiente del Valle. Das Jahr 2011 verbrachte er als Leihspieler beim CD Técnico Universitario in der zweitklassigen Serie B, die er mit dem Klub als Zweitligameister und Aufsteiger in die Serie A beendete. Anschließend kehrte er zu seinem Stammverein zurück, den er nach wenigen Monaten im Frühjahr 2012 auf Leihbasis zunächst in Richtung des Erstligisten CD Olmedo und anschließend ab Sommer 2012 in Richtung des Zweitligisten Mushuc Runa Sporting Club verließ. Anfang 2013 schloss er sich dem Club Social Cultural y Deportivo Grecia an. Zuletzt spielte er 2014 beim Pelileo SC in der Serie B, anschließend war er vereinslos.
Kurz vor seinem 28. Geburtstag erlag Corozo einem Herzinfarkt.